# Frans Vlielander Hein
François Emile (Frans) Vlielander Hein ('s-Gravenhage, 25 april 1882 – aan boord van het S.S. Amstel, 2 april 1919) was een Nederlands advocaat en publicist, en neef en enige tijd secretaris en zaakwaarnemer van de schrijver Louis Couperus (1863-1923).

## Familie
Frans Vlielander Hein was een lid van de familie Hein. Hij was een zoon van mr. Benjamin Marius Vlielander Hein (1838-1919) en Catharina Rica Geertruida Couperus (1850-1923), lid van de familie Couperus en oudste zus van de schrijver Louis Couperus (1863-1923). Hij trouwde op 15 maart 1919 te Kristiania (het huidige Oslo) met de actrice Maria Magdalena Müller (1883-1919), bekend onder de naam Enny Vrede, sinds 1917 gescheiden echtgenote van toneelregisseur Eduard Verkade. Op de terugweg van hun huwelijksreis in Noorwegen, tussen Göteborg en Rotterdam, zonk hun schip, de SS Amstel, mogelijk als gevolg van een mijnontploffing. Alle opvarenden kwamen daarbij om het leven.

## Leven en werk

### Jeugd
In 1898 was Frans Vlielander Hein commandant van het erevendel "Koningin Wilhelmina" bij de inhuldigingsfeesten van de nieuwe koningin op 3 september te Den Haag. Dit erevendel bestond uit leerlingen van het hoger en middelbaar onderwijs. Drie van zijn zusters (Marie, 1871, Geertruida, 1874, en Johanna, 1875) hadden het vaandel vervaardigd en Marie Vlielander Hein overhandigde dit na een korte toespraak aan haar broer Frans, de commandant. Op 13 september begeleidde het vendel onder leiding van de jeugdige commandant de koninginnen Emma en Wilhelmina bij hun tocht naar Scheveningen.

In 1901 slaagde Vlielander Hein voor het examen Gymnasium-A, samen met onder anderen Jacobus Cort van der Linden (1882-1913), zoon van de latere minister-president Pieter Cort van der Linden, en schaker Alexander Rueb.

### Leiden en het corps
Vlielander Hein studeerde rechten aan de Universiteit Leiden. Hij slaagde in 1902 voor het kandidaatsexamen. In 1905 werd hij voorzitter van de Leidse Maskeradecommissie voor 1905; ook Cort van der Linden maakte daarvan deel uit. In 1905 werd hij tevens benoemd tot praeses collegii van het Leids studentencorps.
In juni 1905 werd de Leidse maskerade gehouden; ter gelegenheid daarvan verscheen een boekwerk voor het 66e lustrum met de titel Willem III te 's-Gravenhage in 1691, ook het onderwerp van de maskerade. Het tweede deel van het boek bevatte een inleiding over 'Het mannelijk costuum omstreeks 1691', voornamelijk door Vlielander Hein geschreven. Hij was overigens als praeses van de maskeradecommissie in februari van dat jaar afgetreden. De maskerade werd gehouden op 20 juni, gevolgd door het lustrumfeest waarbij de investituur van de hertog van Lunenburg-Zell door koning Willem III werd nagespeeld; deze laatste voorstelling werd bijgewoond door de koningin en prins Hendrik. In november 1907 promoveerde Vlielander Hein tot doctor in de rechtswetenschap op stellingen.
Vanaf 1912 bleef hij betrokken bij het Leidse corps als bestuurslid van de Leidsche Diesvereniging te Amsterdam die jaarlijks een vriendenmaaltijd organiseerde.
In 1912 was hij commissielid voor de viering, op 17 oktober, van het 50-jarig jubileum van F.A. Dee (veelal "prof. Dee" genoemd) als Academische Pedel van de Leidse universiteit.

### Bestuurslidmaatschappen
In 1906 werd de driehonderdste verjaardag van Rembrandt van Rijn in Nederland groots gevierd met de 'Rembrandtfeesten'. Frans Vlielander Hein was lid van de commissie voor de onthulling van een borstbeeld van Rembrandt in Leiden door de koningin-moeder die vergezeld werd door prins Hendrik; hij verwelkomde in die hoedanigheid mede de hoogheden.
In 1910 kwam hij opnieuw in aanraking met de koninklijke familie, namelijk als secretaris van de versieringscommissie en van de aubadecommissie ter gelegenheid van het koninklijk bezoek aan Amsterdam in mei 1910.
Toen directeur J.A. Frederiks van het Haags Museum voor Kunstnijverheid werd ontslagen, plaatste de NRC een ingezonden brief van Vlielander Hein als secretaris van de Commissie van Beheer van dat museum naar aanleiding van een kritische publicatie over het ontslag van Hendrik Enno van Gelder.

### Beroep
Na zijn rechtenstudie vestigde Vlielander Hein zich als advocaat. Hij pleitte onder andere voor de Hoge Raad in een zaak tegen een melkverkoper. Daarnaast trad hij vanaf 1908 ook op als curator bij faillissementen. In 1912 werd hij directeur van de in dat jaar opgerichte Internationale en Koloniale Handelsbank te Amsterdam en was hij Commissaris bij de Peudawa Petroleum maatschappij; zijn broer Benjamin (1877-1956) was commissaris bij de handelsbank. Als juridisch adviseur was hij later verbonden aan de Koninklijke Nederlandsche Gist- en Spiritusfabriek te Delft.

### Artikelen en lezingen
In 1911 publiceerde Vlielander Hein een artikel over kant in het tijdschrift Het huis, oud en nieuw. In 1912 leende hij kant uit voor een tentoonstelling in de Koninklijke Kunstzaal Kleykamp. In 1913 publiceerde hij in hetzelfde tijdschrift een artikel over Delfts wit.
In 1915 deed Vlielander Hein een brochure het licht zien over het dispuut tussen jhr. mr. Victor de Stuers en de hoogleraar kunstgeschiedenis Willem Vogelsang over gipsafgietsels, maar hij wilde vooral daarin wijzen op een evolutie van opvattingen die door jongeren werden aangehangen (zoals Vogelsang) en die door oudere gezaghebbende personen (zoals De Stuers) niet werden ondersteund.
Op 22 februari 1917 hield hij een lezing met lichtbeelden ter gelegenheid van een expositie bij de Koninklijke Kunstzaal Kleykamp van Japanse schilder- en prentkunst, waarvoor ook uit zijn collectie werken waren afgestaan.
In 1918, een klein jaar voor het einde van de Eerste Wereldoorlog, vertrok hij naar Amerika. Daar hield hij in februari een lezing, met als opponent de latere Amerikaanse president Herbert Hoover. De discussie spitste zich toe op de dreigende hongersnood in België, Nederland, Scandinavië en Zwitserland. Duitsland wilde die landen wel van voedsel voorzien wanneer in ruil daarvoor die landen militaire hulp zouden verlenen; er werd gesproken over een 'koop' door Duitsland van deze 'bondgenoten'. Amerika was daar op tegen, maar bleek evenwel niet bereid het noodzakelijke voedsel aan die landen leveren. Vlielander Hein stelde dat Nederland wél veel Belgen en Fransen had opgevangen die allemaal gevoed werden, maar dat wat Amerika betreft de Nederlanders gewoon van honger mochten omkomen.

## Vlielander Hein en Louis Couperus
In 1913-1914 werd een oproep gedaan om voor de vijftigste verjaardag van zijn oom Louis Couperus een som geld bijeen te brengen waarmee het echtpaar Couperus een reis naar Egypte zou kunnen maken. Deze werd door Frans Vlielander Hein ondertekend, naast tal van prominenten.
Vanaf 1917 trad hij op als secretaris en zaakwaarnemer van zijn oom, de schrijver Louis Couperus. Vlielander Hein handelde bijvoorbeeld de contractbesprekingen af voor de boeken De komedianten (Amsterdam/Antwerpen, 1992) en De Ode. Het enige tijdens het leven van Couperus verschenen bibliofiele werk De ode werd geheel door hem verzorgd én in druk door Couperus aan hem opgedragen. Couperus schreef daarover aan prof. dr. W.E.J. Kuiper: "‘Mijn neef Frans Vlielander Hein, dien mijn vrouw en ik zoo innig, innig lief hadden en van wiens tragiesch eind met zijne vrouw U zeker gehoord zal hebben, had zoo een pleizier dit boekje eens zelf mooi uit te geven, het was geheel en al zijn idee en ik zie hem nog zorgvuldig de dimensies van papier af meten... Zijn verlies is ons een onoverkomelijke smart". Aan Leopold Aletrino schreef Couperus op 11 mei 1919: "De rampzalige dood van onze lieve neef Frans, die ons zoo innig dierbaar was, heeft ons zwaar, heel zwaar getroffen: wij verliezen in hem meer dan ik U zeggen kan en er is nog immer een opstandigheid in ons tegen het Noodlot, dat juist deze edelen, begaafden, jongen man ons ontnam. Hij was zoo geheel en al als een kind bij ons in huis: iedereen waardeerde hem en dit beloftevol leven moest nu worden geknot. Waarom? vragen wij ons af. Waarom!", en even later, op 31 mei, aan W.F.C. Timmermans: "Mijn vrouw en ik hebben deze laatste weken een allersmartelijkst leed door gemaakt om den dood van mijn neef den heer F.E. Vlielander Hein - onlangs in het huwelijk getreden met Enny Vrede. Hij was ons innig dierbaar, een zoon gelijk, en zijn heen-gaan laat een groote leêgte in onzen kring en ons huis, waar hij zoo heel dikwijls kwam. Wij hebben dezen tijd eigenlijk geen andere gedachte gehad dan deze smart."
Toen Frans Vlielander Hein naar Amerika vertrok in 1918, deed Couperus weer zelf zijn correspondentie met zijn uitgevers: "Mijn neef, Mr. Vlielander Hein, die den laatsten tijd mijn litterair-finantieele zaken deed, gaat naar Amerika. Daarom schrijf ik je zelve, ook uit oude relatie."
Couperus was dus bijzonder gesteld op deze neef. Hij liet hem ook verschillende presentexemplaren van zijn boeken zenden door zijn uitgever. Mevrouw Blijenburgh vertelde in 1929 nog over de bijzondere positie van neef Frans bij Couperus: "Louis Couperus werkte altijd 's middags. Dan mochten de vrienden niet komen, uitgezonderd één: Frans Vlielander Hein".